# 90826 Xuzhihong
90826 Xuzhihong è un asteroide della fascia principale. Scoperto nel 1995, presenta un'orbita caratterizzata da un semiasse maggiore pari a 2,6873203 UA e da un'eccentricità di 0,0534133, inclinata di 14,68165° rispetto all'eclittica.